# Fängelsehåla

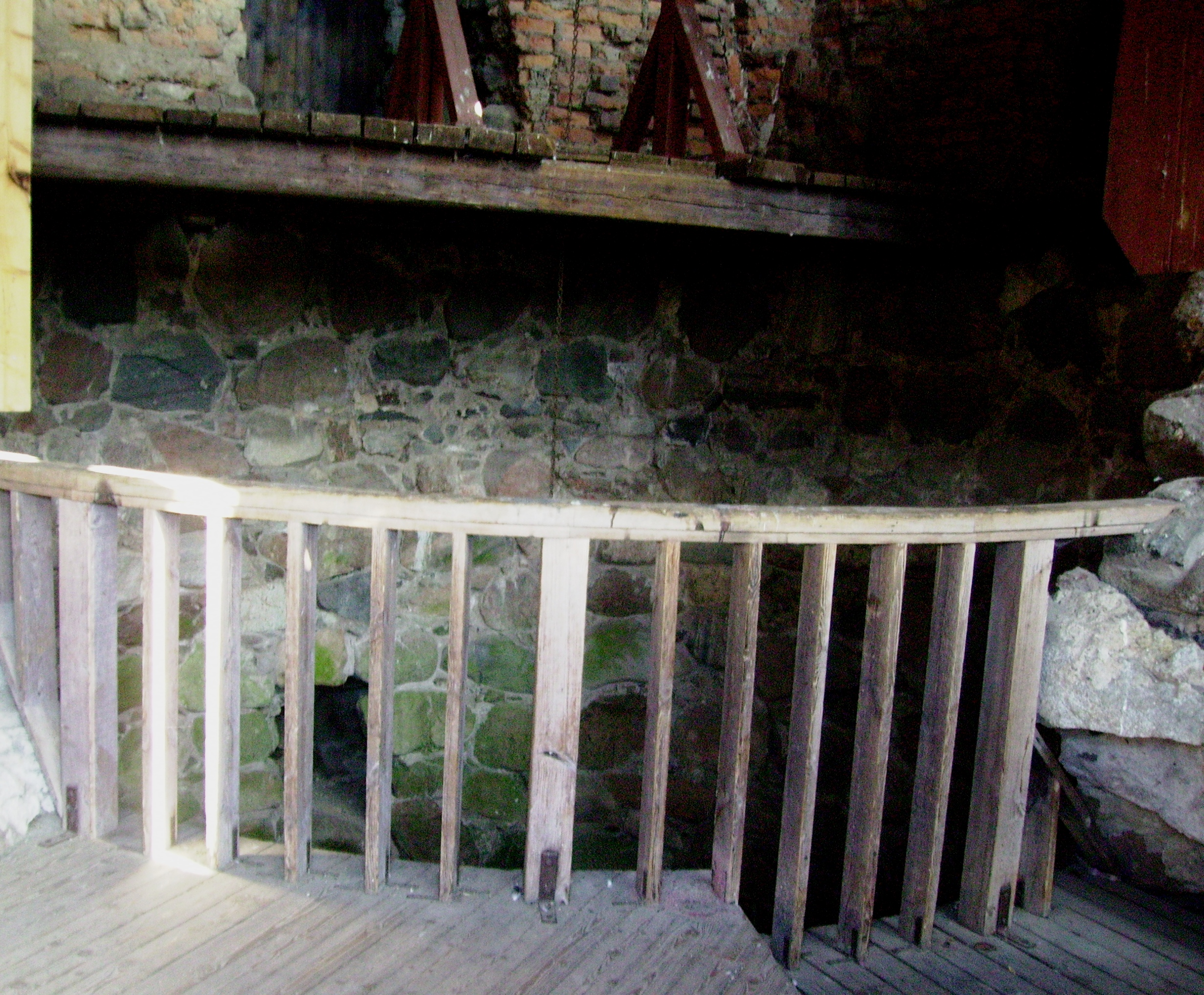
Fängelsehålan i kärntornet på Nyköpingshus.

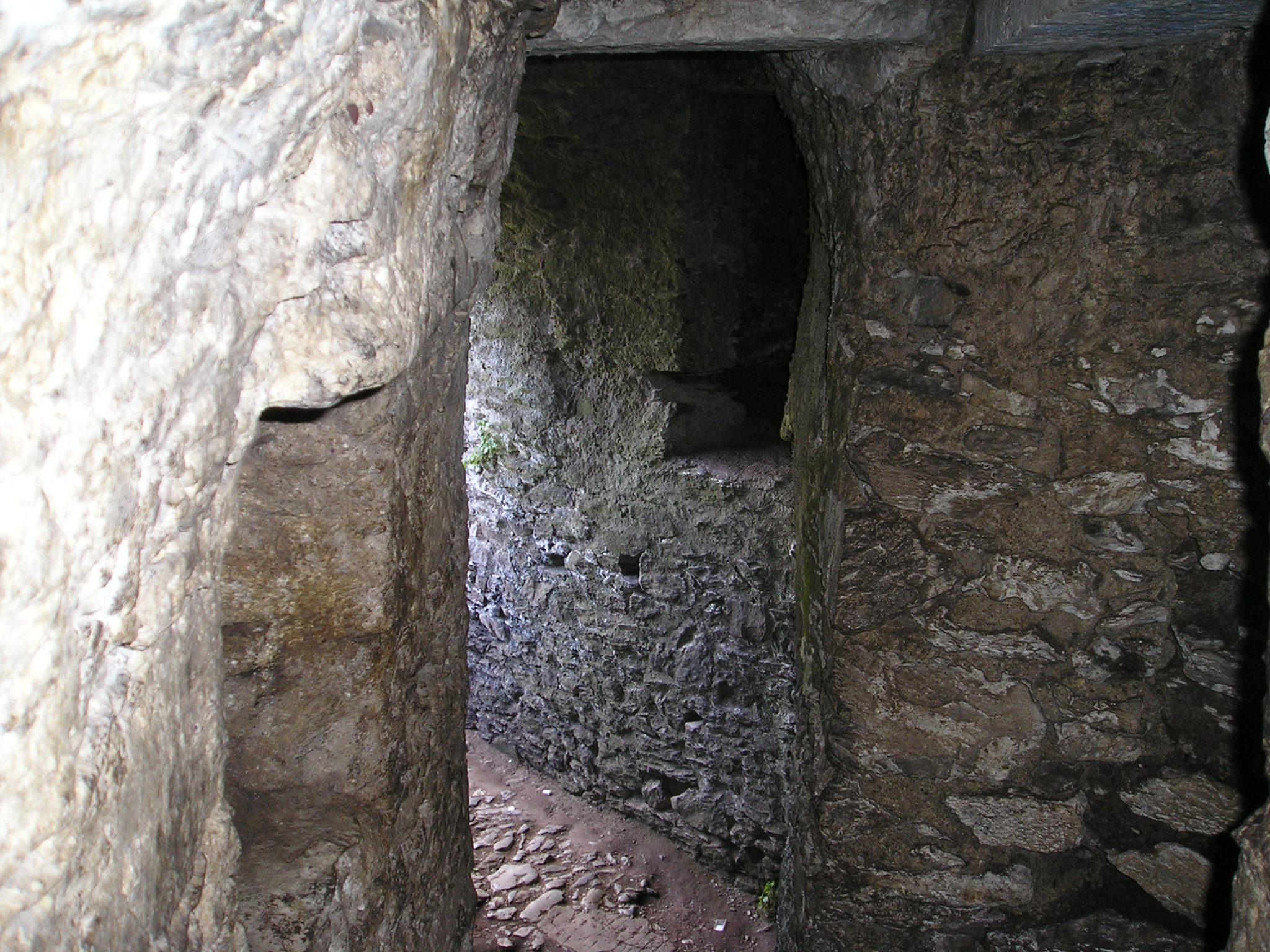
Fängelsehåla i Blarney Castle på södra Irland.

En fängelsehåla är ett rum där människor hålls fångna, ofta under marken. Fängelsehålor förknippas nog mest med medeltida borgar men även mer nutida fall där människor har hållits fångna på detta sätt finns. Man sattes i ett av dessa hål som på engelska och franska kallas oubliette, av franskans oublier, "glömma"; dessa var flaskformade för att försvåra möjligheten att kunna klättra upp.

## Nutida kriminella som byggt fängelsehålor
- John Jamelske, USA
- John Esposito, USA[3]
- Josef Fritzl, Österrike
- Marc Dutroux, Belgien
- Wolfgang Přiklopil, Österrike
- Viktor Mokhov, Ryssland[4]